# Chiesa di San Martino Vecchio
La chiesa di San Martino Vecchio è una chiesa in rovina sita lungo la strada che da Carpena conduce al Forte Bramapane, alle pendici del monte Verrugoli, al confine tra i comuni di Riccò del Golfo e La Spezia.

## Storia
Anteriore al XII secolo, la chiesa era dedicata a San Martino di Tours ed è citata per la prima volta il 24 settembre 1229 in occasione della nomina di tale Roberto a cappellano della "ecclesie Sancti Martini de Blasso".
La chiesa aveva giurisdizione su un ampio territorio che comprendeva i borghi di Biassa, Carpena e Riomaggiore, separatisi poi da essa nel corso del XIII e XIV secolo nella chiesa di San Martino a Biassa, San Nicolò a Carpena e San Giovanni Battista a Riomaggiore.
Il 5 agosto 1758 la parrocchiale di San Martino a Biassa venne elevata al rango di arcipretura: questo evento segnò la definitiva decadenza dell'edificio religioso, iniziata già circa un secolo e mezzo prima, alla fine del Cinquecento.

## Descrizione
Dell'intero edificio rimane ad oggi integra solo la parte absidale, orientata ad est, costituita da quarantotto bozze in pietra locale, sormontate da quattro archetti pensili. 
Si ritiene che la chiesa avesse tre accessi, due a nord e uno a sud, corrispondenti alle tre comunità principali su cui aveva giurisdizione (Carpena, Biassa e Riomaggiore). 
Alla chiesa apparteneva parte del parapetto del pergamo, oggi conservato nella chiesa di San Giovanni Battista di Riomaggiore. Datato 1530, l'altorilievo raffigura San Martino nell'atto di donare il mantello, tra i Santi Anna e Gioacchino; su una parte di esso si legge:
(Ernesto Di Marino 1977-78)
L'area circostante la chiesa era adibita a camposanto ancora nel 1823, come testimoniato dall'allora parroco di Biassa Maurizio Cima: d'altra parte, rilievi condotti sul pavimento dell'edificio per mezzo di sonde elettriche, restituivano una significativa caduta dei valori di resistività alla distanza di 5 m e 12 m dal paramento interno del muro absidale, facendo ipotizzare l'esistenza del tumulus presbiterorum (camera ipogea destinata alla sepoltura dei sacerdoti) e del tumulus fidelium (camera ipogea per la sepoltura dei parrocchiani).